# Hessisches Ministerium für Landwirtschaft und Umwelt, Weinbau, Forsten, Jagd und Heimat

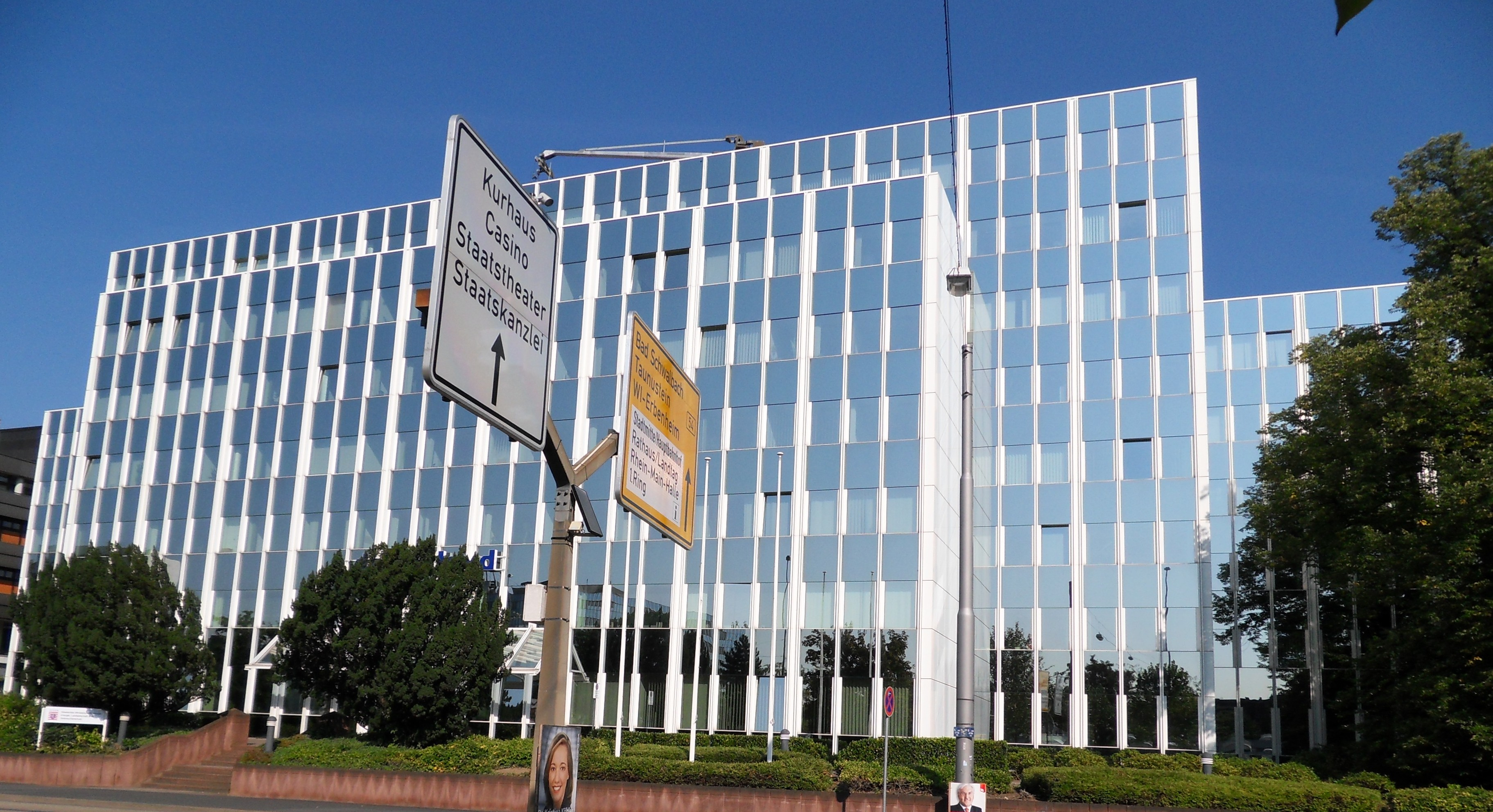
Das Ministerium in der Mainzer Straße 80 in Wiesbaden

Das Hessische Ministerium für Landwirtschaft und Umwelt, Weinbau, Forsten, Jagd und Heimat (HMLU) ist eine Oberste Landesbehörde. Das HMLU ist das Umwelt- und gleichzeitig das Landwirtschaftsministerium des Landes Hessen. An der Spitze des Hauses steht als Mitglied der Hessischen Landesregierung Staatsminister Ingmar Jung; vertreten wird er von Michael Ruhl und Daniel Köfer (alle CDU) als Staatssekretäre.

## Geschichte
Während das Ministerium nach dem Zweiten Weltkrieg vor allem die Aufgabe hatte, die Bevölkerung mit Lebensmitteln zu versorgen und daher als Ministerium für Ernährung und Landwirtschaft benannt war, kamen in den 1970er Jahren verstärkt Aufgaben des Umweltschutzes hinzu. Im Jahr 1984 wurde im Zuge der ersten rot-grünen Koalition der Bereich Umwelt und Energie in ein neugeschaffenes Umweltministerium unter Joschka Fischer ausgelagert. Im Jahre 1999 wurden die beiden Ministerien wieder zusammengelegt. Das Ministerium deckt nun die Aufgaben des Umweltschutzes, des Verbraucherschutzes und der Landwirtschaft ab. Von 2009 bis 2014 war der Bereich Energie, der davor und danach dem Wirtschaftsministerium unterstellt war bzw. ist, dem Umweltministerium unterstellt.
Folgende Namen trug das Ministerium und seine Vorgänger-Ministerien seit 1945:
| Zeitraum   | Bereich Landwirtschaft                                             | Bereich Umwelt                                               |
| ---------- | ------------------------------------------------------------------ | ------------------------------------------------------------ |
| 1945–1947  | Ernährung und Landwirtschaft                                       | Ernährung und Landwirtschaft                                 |
| 1947–1949  | Landwirtschaft, Ernährung und Forstwirtschaft                      | Landwirtschaft, Ernährung und Forstwirtschaft                |
| 1949–1953  | Arbeit, Landwirtschaft und Wirtschaft                              | Arbeit, Landwirtschaft und Wirtschaft                        |
| 1953–1970  | Landwirtschaft und Forsten                                         | Landwirtschaft und Forsten                                   |
| 1970–1978  | Landwirtschaft und Umwelt                                          | Landwirtschaft und Umwelt                                    |
| 1978–1984  | Landesentwicklung, Umwelt, Landwirtschaft und Forsten              | Landesentwicklung, Umwelt, Landwirtschaft und Forsten        |
| 1984–1985  | Landwirtschaft, Forsten und Naturschutz                            | Arbeit, Umwelt und Soziales                                  |
| 1985–1987  | Landwirtschaft und Forsten                                         | Umwelt und Energie                                           |
| 1987–1991  | Landwirtschaft, Forsten und Naturschutz                            | Umweltschutz und Reaktorsicherheit                           |
| 1991–1995  | Landesentwicklung, Wohnen, Landwirtschaft, Forsten und Naturschutz | Umwelt, Energie und Bundesangelegenheiten                    |
| 1995–1999  | Inneres und Landwirtschaft, Forsten und Naturschutz                | Umwelt, Energie, Jugend, Familie und Gesundheit              |
| 1999–2003  | Umwelt, Landwirtschaft und Forsten                                 | Umwelt, Landwirtschaft und Forsten                           |
| 2003–2009  | Umwelt, ländlicher Raum und Verbraucherschutz                      | Umwelt, ländlicher Raum und Verbraucherschutz                |
| 2009–2014  | Umwelt, Energie, Landwirtschaft und Verbraucherschutz              | Umwelt, Energie, Landwirtschaft und Verbraucherschutz        |
| 2014–2024  | Umwelt, Klimaschutz, Landwirtschaft und Verbraucherschutz          | Umwelt, Klimaschutz, Landwirtschaft und Verbraucherschutz    |
| 2024–heute | Landwirtschaft und Umwelt, Weinbau, Forsten, Jagd und Heimat       | Landwirtschaft und Umwelt, Weinbau, Forsten, Jagd und Heimat |

## Aufgaben
Die hauptsächlichen Aufgaben des Hessischen Ministeriums für Landwirtschaft und Umwelt, Weinbau, Forsten, Jagd und Heimat sind:
- Umweltschutz: Wahrnehmung der Atomaufsicht, Maßnahmen zur Verbesserung des Umweltschutzes, Abfallwirtschaft und Lärmschutz
- Landwirtschaft: Förderung der Landwirtschaft und Maßnahmen zur Erhaltung und Entwicklung des ländlichen Raums
- Verbraucherschutz: Maßnahmen zum Schutz der Menschen vor gesundheitlichen Gefahren und gegen Irreführung und Täuschung der Verbraucher, Lebensmittelsicherheit

## Organisation
Das Hessische Ministerium für Umwelt, Klimaschutz, Landwirtschaft und Verbraucherschutz ist eine oberste Verwaltungsbehörde mit rund 470 Mitarbeitern. Den Regierungspräsidien in Darmstadt, Gießen und Kassel sowie die Landkreise als untere Naturschutzbehörde übernehmen Aufgaben des Umweltschutzes, des Verbraucherschutzes sowie Aufgaben in den Bereichen Forsten, Naturschutz und Landwirtschaft.

### Ministerium
Das Ministerium besteht neben dem Ministerbüro aus acht Abteilungen:
- Abteilung I: Die Zentralabteilung ist für organisatorische Fragen, Personalentscheidungen und rechtliche Fragen zuständig
- Abteilung II: Nachhaltigkeit, Kreislaufwirtschaft, Immissions- und Strahlenschutz
- Abteilung III: Wasser und Boden
- Abteilung IV: Klimaschutz und Naturschutz
- Abteilung V: Lebensmittelüberwachung, Tierschutz und Veterinärwesen
- Abteilung VI: Wald und nachhaltige Forstwirtschaft
- Abteilung VII: Landwirtschaft
- Abteilung VIII: Verbraucherschutz und Ernährung

## Nachgeordnete Behörden
Eine Reihe von Behörden und Institutionen sind dem Ministerium unterstellt:
- Hessisches Landesamt für Naturschutz, Umwelt und Geologie
- Landesbetrieb Landwirtschaft Hessen mit dem Hessischen Landgestüt
- Landesbetrieb Hessen-Forst
- Landesbetrieb Hessisches Landeslabor
- Landesbetrieb Staatsdomäne Beberbeck
- Nationalparkamt  Kellerwald-Edersee

## Staatsaufsicht
Das Ministerium übt die Staatsaufsicht über zahlreiche Einrichtungen aus:
- Wasser- und Bodenverbände
- Stiftung Kloster Eberbach
- Stiftung zur Förderung der Land- und Forstwirtschaft
- Stiftung Hessischer Naturschutz
- Georg-Ludwig-Hartig-Stiftung
- Stiftung Natura 2000
- Hessische Tierseuchenkasse
- Stiftung Hessischer Tierschutz
- Stiftung Gemeinnützige Haftpflicht-Versicherungsanstalt Darmstadt
- Gemeinnützige Haftpflicht-Versicherungsanstalt Darmstadt
- Teilnehmergemeinschaften nach dem Flurbereinigungsgesetz